# Euphorbia enopla
Espèce
Classification phylogénétique
Euphorbia enopla est une espèce de arbuste cactiforme épineux vivace de la famille des Euphorbiacées qui peut atteindre 1 m. Il est originaire d'Afrique du Sud. Les épines sont longues et rougeâtres.
Dans les pays tempérés, il est utilisé comme plante d'ornement, en intérieur. La température ne doit pas baisser sous 10 °C.